# Agnes af Dampierre
Agnes af Dampierre, død 1288, var en fransk vasalherre.
Hun var regerende dame af Bourbon mellem 1262 og 1288.
Hun blev mor til Beatrice af Burgund (Bourbonnais).